# Аргамак (присілок)
Аргама́к (рос. Аргамак, башк. Арғымаҡ) — присілок у складі Дюртюлинського району Башкортостану, Росія. Входить до складу Дюртюлинського міського поселення.
Населення — 451 особа (2010; 469 2002).
Національний склад:
- татари — 75 %